# Gouria
Gouria (ou Gourya) est une localité du Cameroun située dans le département du Mayo-Tsanaga et la Région de l'Extrême-Nord, à proximité de la frontière avec le Nigeria, sur la route qui relie Bourrha à Mokolo. Elle fait partie de la commune de Mogodé.

## Population
En 1966-1967, Gouria comptait 636 habitants, pour la plupart des Kapsiki. À cette date, elle disposait d'un marché hebdomadaire régional le mercredi et d'un marché d'arachide.
Lors du recensement de 2005, elle en comptait 2 469.